# 3499 Hoppe
A 3499 Hoppe (ideiglenes jelöléssel 1981 VW1) a Naprendszer kisbolygóövében található aszteroida. Freimut Börngen,  K. Kirsch fedezte fel 1981. november 3-án.